# Rusty il selvaggio
Rusty il selvaggio (Rumble Fish) è un film del 1983 scritto, diretto e prodotto da Francis Ford Coppola.

## Trama
Tulsa, Oklahoma. Rusty James ha sedici anni ed è il leader di una piccola gang di quartiere. Il padre è un avvocato alcolizzato. Della madre, invece, si sa solo che lo ha abbandonato in tenera età. Suo unico punto di riferimento è il fratello maggiore, noto come "Quello della moto".
Una notte, i due ragazzi irrompono in un negozio di animali rubando alcuni pesci da combattimento. Braccato dalla polizia, "Quello della moto" muore durante lo scontro. Prima di passare a miglior vita, il giovane esorta Rusty a raggiungere l'Oceano Pacifico per dare una svolta alla sua esistenza.

## Produzione
Il lungometraggio è tratto dall'omonimo romanzo di S. E. Hinton.
Coppola ha redatto la sceneggiatura durante la lavorazione de I ragazzi della 56ª strada. La maggior parte del cast tecnico ed artistico ha partecipato alla pellicola precedente.

## Distribuzione
Uscito nelle sale italiane il 16 marzo 1984, Rusty il selvaggio è vietato ai minori di 14 anni per linguaggio scurrile e scene esplicite.
Edito in home video, la pellicola è presente, inoltre, nelle principali piattaforme streaming.

## Accoglienza

### Critica
Accolto positivamente dalla maggior parte della critica, Paolo Mereghetti lo ha descritto come «un film dai toni espressionisti». Il critico Morando Morandini elogia, inoltre, la performance di Micky Rourke.

## Riconoscimenti
- 1984 - Festival di San Sebastián
  - Concha de Oro a Francis Ford Coppola

- 1984 - Golden Globes
  - Nomination Migliore colonna sonora a Stewart Copeland